# Фернандес-Миранда, Торкуато
Торкуа́то Ферна́ндес-Мира́нда Э́виа (Torcuato Fernández-Miranda Hevia; 10 ноября 1915, Хихон, Астурия — 19 июня 1980, Лондон) — первый герцог Фернандес-Миранда. Испанский юрист, государственный деятель, председатель Правительства Испании (1973).

## Учёный и администратор
Окончил университет в Овьедо, руководил студенческой католической организацией в этом городе. Во время Гражданской войны в Испании 1936—1939 служил в чине лейтенанта в армии франкистов. С 1945 года был профессором политического права в университете Овьедо, в 1951—1954 годах — его ректором. С 1954 года работал в министерстве образования, был генеральным директором по вопросам университетского образования. В 1960 году ему было поручено политическое образование принца Хуана Карлоса, которого Франсиско Франко выбрал своим преемником.

Фернандес-Миранда оказал большое влияние на будущего короля, воспитывая в нём самостоятельное мышление. Позднее Хуан Карлос I вспоминал: 

Каждое утро он приходил, чтобы преподавать мне политическое право. Садился передо мной — без всяких бумаг и заметок — и говорил часами. Это был человек выдающегося ума… Торкуато обладал удивительным чувством юмора — холодным, который не всегда можно было понять; тем более, что он очень редко улыбался. Но он научил меня быть терпеливым, серьёзным, не питать иллюзий и не особенно верить тому, как выглядят вещи на первый взгляд… Я целиком доверял ему. Он оставался самым верным мне человеком до своих последних дней.

В 1966 году Фернандес-Миранда стал профессором политического права Мадридского университета Комплутенсе. Занимал значимые должности в системе франкистского режима: был членом национального совета единственной легально действовавшей в стране партии Национальное движение, прокурадором кортесов (депутатом парламента), членом Государственного совета. С 1969 года — министр — генеральный секретарь Национального движения. В 1973 году был назначен заместителем председателя правительства. После убийства боевиками баскской организации ЭТА премьер-министра адмирала Луиса Карреро Бланко Фернандес-Миранда с 20 по 29 декабря 1973 года исполнял обязанности главы правительства. Считался одним из основных кандидатов на пост премьера, но Франко предпочёл назначить на эту должность не профессора-интеллектуала, а министра внутренних дел Карлоса Ариаса Наварро, известного сторонника «жёсткой линии».

## Участие в демократизации Испании
После смерти Франко принц Хуан Карлос стал королём Испании (22 ноября 1975). Временно сохранив на посту премьера Ариаса Наварро, монарх инициировал назначение своего бывшего учителя на важные посты председателя кортесов и председателя Королевского совета. Находясь на этих должностях, Фернандес-Миранда стал одним из главных участников процесса демонтажа франкистского государства. Предложил эволюционную схему «демократического транзита», согласно которой старые законы не аннулировались, а видоизменялись в либеральном духе в строгом соответствии с правовыми нормами (Хуан Карлос I вспоминал его слова о том, что «надо идти от закона к закону»). Как видный деятель франкистского режима, используя своё политическое влияние, он с помощью негласных консультаций преодолевал сопротивление реформам со стороны крайних консерваторов. По словам короля Хуана Карлоса I, 

все его слушали и все уважали, потому что это был человек огромного морального авторитета, который умел ценить людей, готовых к борьбе.

Он рекомендовал королю назначить сторонника реформ Адольфо Суареса премьер-министром. Был основным автором закона о политической реформе, принятого кортесами и одобренного на референдуме в 1976 году. Сторонник формирования в Испании двухпартийной системы, в которой могли бы действовать правоцентристская и левоцентристская партии (в качестве последней он видел Испанскую социалистическую рабочую партию (ИСРП), в связи с чем выступал за её легализацию).
Сыграв большую роль в переходе Испании к демократии, Фернандес-Миранда оставался при этом политическим консерватором. Ряд проектов правительства Суареса, такие как легализация Коммунистической партии Испании и частичная децентрализация, вызвали его недовольство и привели к отставке с поста председателя кортесов ещё до демократических выборов, состоявшихся в июне 1977 года. После выборов король Хуан Карлос I назначил его сенатором (этот пост он занимал в 1977—1979, представлял партию Союз демократического центра). Затем король присвоил ему титул герцога и наградил орденом Золотого руна.
Фернандес-Миранда скончался во время поездки в Великобританию. Несмотря на легализацию Коммунистической партии, Испания в ходе демократического политического процесса постепенно эволюционировала к системе с двумя основными партиями — левоцентристской ИСРП и правоцентристской Народной партией — близкой к той, сторонником которой он являлся.